# Чемпионат мира по современному пятиборью 1975
XXI Чемпионат мира по современному пятиборью среди мужчин прошел с 15 по 19 ноября 1975 года в городе Мехико.
Мексика третий раз принимала пятиборцев. Все знали, в каких сложных климатических условиях будет проходить чемпионат, и заранее готовились к ним. Однако двух факторов, усложнивших обстановку, не предвидел никто. Чемпионат многократно переносился хозяевами, и сроки его проведения были сдвинуты на несколько недель. Это поставило перед спортсменами и тренерами нелегкую задачу сохранить спортивную форму атлетов, выработать оптимальные варианты тренировок и нагрузок, внести коррективы в графики акклиматизации, что в конечном счете не могло не сказаться на результатах соревнований. Кроме того, намеченные сроки совпали с неблагоприятным климатом — абсолютным безветрием, обусловившим скопление выбросов в атмосферу, повисших над городом серой дымкой. Нагрузка на дыхательные пути была неимоверная.
На чемпионат приехали 46 спортсменов из 16 стран. На этот раз не участвовали в соревнованиях команды Польши, Румынии, Чехословакии, Австрии, Норвегии. Лишь один представитель прибыл из Швейцарии.
Предыдущие чемпионаты мира показали, что мастерство пятиборцев значительно возросло и всё труднее становится борьба за призовые места. В многолетнюю дуэль венгерской и советской команд вмешались окрепшие за последние годы спортсмены США, ФРГ, а также Болгарии, Великобритании, Франции.
Советская команда прибыла в составе Павла Леднева, Владимира Шмелева и дебютанта Леонида Иванова, венгерская Томаша Канчала, Тибора Марачко и дебютанта Светослава Шашича, американская — Джона Фицджеральда и дебютантов Орбана Гринвальда, Микаэля Барлея. Одного-двух молодых включили в свои команды федерации Финляндии, Франции, Дании. В новом составе были представлены пятиборцы Мексики и ФРГ. Нельзя сказать, что дебютанты были новичками. Большинство из них прошли испытания на первенстве мира среди юниоров и показали незаурядные способности. Это предопределило острую борьбу как в командном, так и в личном первенстве.

## Верховая езда
Конный кросс показал исключительную плотность результатов. Больше половины участников перешагнули рубеж 1000 очков, семь пятиборцев поделили первое место, получив по 1100 очков, среди них представители Венгрии, Великобритании, Франции, Мексики и Австрии. Леднев в первом номере программы получил 972 очка, Шмелев— 1044. Но огорчил тренеров своей ездой Иванов. Он не сумел подобрать к своенравному коню нужный подход и закончил дистанцию с показателем в—392 очка.

## Фехтование
Фехтование внесло серьёзные поправки в ход турнирной борьбы. Виртуозно фехтовал Леднев и по праву стал первым—1048 очков, у Иванова 3-й показатель—976, у Шмелева—12-й—856 очков. В сумме это принесло советской команде победу в данном виде и позволило ей подвинуться вверх на пять ступенек.
Венграм фехтование помогло совершить прорыв. Канчал с 1000 очками был вторым, а команда третьей. По сумме двух дней они стали лидерами как в личном, так и в командном зачете, опередив французов на 154 и команду ФРГ на 170 очков. Канчал возглавил турнирную таблицу в личном зачете, имея 2100 очков. Англичанин Фокс с суммой 2076 очков стал вторым, Леднев занимал третью позицию, отстав от лидера на 80 и Фокса на 56 очков.

## Стрельба
Стрельба внесла ещё большую ясность в выявлении претендентов на призовые места. Леднев стрелял четко и синхронно: 49, 49, 49, 49—196 (1044 очка). Канчал вначале стрелял ровно, но нервы в последующих сериях не выдержали и ему пришлось довольствоваться 912 очками. Фокса постигла неудача—осечка, которая сбила его с ритма, и он получил 978 очков. Таким образом, Леднев экзамен психологической надежности сдал лучше своих соперников, отыграв у Фокса 66 и Канчала 132 очка.
Хорошо стреляли Иванов и Шмелев—1044 и 956 очков. С общей суммой 3044 очка команда вновь одержала победу. В двух сложных технических видах советские спортсмены оказались сильнейшими. После трех дней советская сборная переместилась с 10-го на 3-е место в командном зачете, Леднев и Канчал поменялись местами, Фокс сохранил 2-ю позицию. В командном споре лидерство сохраняли венгры, 2-е место занимала сборная ФРГ. Команду США, занимавшую 4-е место, после двух дней потеснили болгары. Пятую строчку протокола занимали финны, на 6-м были американцы.
- Туринирная таблица после трех видов.

Личное первенство.
1. П. Леднев
2. Д. Фокс
3. Т. Канчал

Командное первенство.
1. Венгрия
2. ФРГ
3. СССР
4. Болгария
5. Финляндия
6. США

## Плавание
Не менее интригующим и щедрым на сюрпризы оказалось плавание. В последнее время команды многих стран пополнились сильными пловцами и тренеры надеялись за счет быстрых секунд в этом виде поправить своё турнирное положение или сделать отрыв от соперников. Но на этот раз меньше половины участников чемпионата не перешагнули рубеж 1000 очков.
Победителем в плавании стал дебютант команды Канады Джон Хавес—1224 очка. Вторым был американец Фицджеральд (1200 очков), 3-м—его соотечественник Барлей (1180 очков). Достойные уровня столь крупных соревнований результаты имели шведы, канадцы, англичане и представители ФРГ.
Советские спортсмены закончили плавание хуже предполагаемого. Даже общепризнанный сильный пловец Шмелев умудрился проиграть «самому себе» как минимум 13 секунд, всего порядка 100 очков. Спортсмен не учел, что в условиях кислородного голодания следует четко распределять силы, и на первой стометровке задал такой темп, что на последнюю уже не хватило сил: он еле выбрался на бортик. Его результат 1084 очка. Общая сумма советской команды в этом виде составила 3140 очков и 12-е место.
- Плавание. Командное первенство.

1. США
2. Канада
3. Венгрия
4. Швеция
5. Великобритания
6. ФРГ

12.  СССР — 3140

## Бег
Перед последним видом—легкоатлетическим кроссом реальными претендентами на призовые места в личном первенстве были Леднев, Шмелев, Канчал и Фокс, в командном— Венгрия, США, ФРГ, СССР. Могли при удачном стечении обстоятельств подключиться команды Швеции и Великобритании. Непредсказуемость обуславливала весьма неудачно выбранная трасса. Многие удивлялись, как генеральный секретарь УИПМБ Вилли Грут, являвшийся одновременно председателем Технической комиссии УИПМБ, дал согласие на такую дистанцию кросса. Грунт, кочки, густая трава, глубокие лощины с петляющими ручьями, два крутых лобовых подъёма и длинный тягун, плюс смог, кислородная недостаточность вперемешку с накопившейся за четыре дня усталостью ставили массу головоломных задач перед спортсменами. Тренеры, знакомившиеся с трассой накануне кросса, отмечали, что на такой дистанции не то чтобы бежать, идти трудно.
День соревнований это подтвердил. Только три пятиборца перешагнули планку 1000 очков. Последние метры многие преодолевали шагом.
Советские спортсмены извлекли урок, полученный в бассейне Шмелевым, и решили не рваться вперёд сразу, а беречь силы. Леднев признался репортёру: «Трасса невероятно тяжелая. Мне кричали, что Канчалу я проигрываю 4 секунды, и я решил не прибавлять, а держаться этого интервала. Я беспокоился, что впереди два подъёма, сзади Фокс. Но странно, я взбежал на первый подъём и почувствовал себя легче…». Прибавив на последнем километре, Леднев финишировал. Закончили бег и его соперники Фокс и Канчал, буквально падая на руки товарищей.

## Итоговые результаты
После кросса судьи долго вычисляли победителя, а спортсмены, тренеры, болельщики томились в ожидании результатов. Вдруг на трибуне оркестр заиграл старинный вальс «Дунайские волны». Он звучал в честь победителя Павла Леднева. Личную золотую медаль и бронзовую в командном зачёте завоевали советские спортсмены. Для Леднева это была третья подряд победа на чемпионатах мира. Ему исполнилось 32 года. Он мог уйти из спорта, уйти непобежденным. Но он остался, чтобы принять участие в третьих в его жизни Олимпийских играх в Монреале. Второе место в личном зачете занял Канчал (Венгрия), 3-е—Фокс (Великобритания). Четвёртым был Марачко (Венгрия), 5-м Шмелев (СССР), 6-м—Лагер (Швеция). В командном первенстве на первом месте сборная Венгрии (Канчал, Марачко, Шашич), на 2-м—США (Фицджеральд, Гринвальд, Барлей). После бронзового призёра— советской команды следовали Великобритания (Фокс, Паркер, Найтингел), ФРГ (Риех, Штаманн, Кюн) и Швеции (Лагер Б., Лагер X., Якобссон).
| Дисциплина           | Золото                                                | Серебро                                                 | Бронза                                                |
| Индивидуальный зачет | СССР · Павел Леднев                                   | Венгрия · Тамаш Канчал                                  | Великобритания · Джереми Фокс                         |
| Командный зачет      | ВенгрияТамаш Канчал · Тибор Марачко · Светислав Шашич | США · Джон Фицджеральд · Орбен Гринвальд · Майкл Барлей | СССР · Павел Леднев · Владимир Шмелев · Леонид Иванов |

### Индивидуальный зачёт
| 1 | П. Леднев  | СССР           | 5056 |
| 2 | Т. Канчал  | Венгрия        | 5025 |
| 3 | Д. Фокс    | Великобритания | 5019 |
| 4 | Т. Марочко | Венгрия        | 4924 |
| 5 | В. Шмелев  | СССР           | 4889 |
| 6 | В. Лаге    | Швеция         | 4875 |

### Командный зачёт
| 1 | Венгрия        | 14 703 |
| 2 | США            | 14 444 |
| 3 | СССР           | 14 299 |
| 4 | Великобритания | 14 180 |
| 5 | ФРГ            | 14 180 |
| 6 | Швеция         | 14 019 |